# Sexto Júlio César (governador da Síria)
Sexto Júlio César (em latim: Sextus Iulius Caesar) foi um pretor romano da família César da gente Júlia, eleito questor e parente de Júlio César. Foi posto por este como governador da Síria e comandante das tropas romanas quando César foi lutar contra Fárnaces II do Ponto.
Cecílio Basso, um cavaleiro que havia feito a campanha síria de Pompeu e então estava em Tiro, passou a recrutar os soldados de Sexto, e preparar a rebelião, trazendo para sua causa os partidários de Cipião, Catão e Pompeu. Quando Sexto descobriu que Basso estava reunindo tropas, este justificou-se, dizendo que era para ajudar na campanha de Mitrídates de Pérgamo contra o Reino do Bósforo. Sexto acreditou na explicação, e deixou Basso solto.
Após isso, Basso falsificou uma carta, supostamente de Cipião, dizendo que César havia morrido na África, e que ele seria o novo governador da Síria. Com isto, Basso tomou Tiro, e avançou contra as legiões de Sexto, sendo derrotado e ferido. Basso, então, enviou mensagens aos soldados de Sexto, que o assassinaram.
De acordo com o genealogista inglês William Berry, ele era de um ramo distante da família de Júlio César; o ancestral masculino comum a ambos mais recente seria Sexto Júlio César, trisavô de Júlio César e tataravô de Sexto. Sexto, o governador da Síria, seria filho de Sexto, sacerdote, filho de Sexto, cônsul, filho de Caio, filho de Sexto, embaixador romano em Abdera, filho de Sexto, tribuno militar, pai de Caio, pai de Caio, pai de Caio, pretor, pai do imperador Júlio César.